# Kunak (district)
Kunak is een district in de Maleisische deelstaat Sabah.
Het district telt 63.000 inwoners op een oppervlakte van 1100 km².